# Festival au désert
Le Festival au désert  est une manifestation culturelle musicale qui se déroule chaque année au mois de janvier à Essakane, à deux heures de piste de la ville de Tombouctou au Mali, depuis 2001.

## Historique
Il a été créé en janvier 2000 en s’appuyant sur les grandes fêtes traditionnelles touarègues de Kidal (Takoubelt) et de Tombouctou (Temakannit). Pendant quatre jours, il permet de voir les différentes formes de chants et de danses Touareg, d’assister à des courses de chameaux, de chevaux, et à des jeux. Le festival s’ouvre maintenant aux autres cultures par l’invitation d’artistes venant d’autres régions du Mali mais aussi d’Afrique et d’Europe.
Ce festival est organisé par Essakane Production SARL en collaboration avec les associations touareg Efès et Aitma et sous le  parrainage du Ministère de la Culture, en partenariat avec le Ministère de l'Artisanat et du Tourisme du Mali.
En 2004, le festival a reçu 7 000 festivaliers.
En 2010, la 10e édition du Festival au désert s’est tenu exceptionnellement à Tombouctou afin de s’intégrer dans la quinzaine touristique et culturelle. Le Sénégal était l’invité d’honneur de ce festival auquel ont participé notamment Habib Koité et Bassekou Kouyaté.
En 2012, le festival se déroule à Tombouctou et malgré les consignes des pays occidentaux de ne pas se rendre dans cette région du Mali à cause du risque d'enlèvement par Al-Qaida au Maghreb islamique, le chanteur Bono ainsi que quelques dizaines de festivaliers européens étaient présents, ainsi que des groupes de la région tels que Tartit ou Noura Mint Seymali.
En raison de la guerre qui sévit au nord du Mali, l'édition 2013 du festival ne peut être organisée. Elle est remplacée par une  Caravane des Artistes pour la Paix et l’Unité Nationale qui se produit en Mauritanie, Mali, Niger et Burkina Faso ainsi qu'un Festival en exil organisé dans plusieurs pays européens.

## Discographie
- 2004 : Le Festival au désert, sur le label Creon